# Explorer 50
Explorer 50, também conhecido como IMP-J ou IMP-8 (acrônimo de Interplanetary Monitoring Platform J ou 8), foi um satélite artificial da NASA lançado em 26 de outubro de 1973 por meio de um foguete Delta 1604 a partir da Canaveral.

## Características
O Explorer 50 foi o último da série de satélites IMP. Sua missão foi estudar o plasma interplanetário, as partículas energéticas carregadas e os campos magnéticos interplanetários. A nave tinha forma de poliedro de 16 faces, com uma altura de 157,4 cm e um diâmetro de 135,6 cm. A nave era estabilizada por rotação, a 23 rpm, com o eixo de rotação perpendicular ao plano da eclíptica. A alimentação elétrica era fornecida por células solares que recobriam a superfície do satélite e que alimentavam uma série de baterias, produzindo até 150 watts de potência. O satélite transmitia dados a uma velocidade de 1600 bps.
O Explorer 50 foi injetado em uma órbita inicial de 288.857 km de apogeu e 141.184 km de perigeu, com uma inclinação orbital de 28,7 graus e um período de 17.279,1 minutos. Foi o satélite da série IMP com a maior longevidade, enviando dados até 7 de outubro de 2006.